# ایلوکپلسا (۲)
ایلوکپلسا (به لاتین: Illukpelessa) یک منطقهٔ مسکونی در سری‌لانکا است که در استان مرکزی (سری‌لانکا) واقع شده‌است.